# 林嘉愷
林嘉愷（1966年7月20日—），出生於臺灣彰化縣永靖鄉，民視新聞台當家氣象主播，員林高中、中國文化大學氣象學系學士、中國文化大學氣象研究所碩士。已婚，育有二女。

## 曾任
- 1990年－1999年曾在交通部中央氣象局任職氣象觀測員、預報員、主任預報員。
- 現任民間全民電視公司當家氣象主播
- 民視無線台《民視七點晚間新聞》與林靖芬雙主播搭檔國語、台語「雙聲帶」
- 《民視六點晨間新聞》（播報氣象時用國語）
- 《民視七點晨間新聞》、《民視午間新聞》（播報氣象時用台語）
- 《民視七點晨間新聞》與主播羅瑞誠共同擔任答嘴鼓講氣象單元的主持人
- 《民視八點晨間新聞》與主播張筱芬共同擔任《早安嘉芬》單元的主持人
- 補教界地球科學老師

## 外部連結
- 阿愷報氣象－民視部落格
- 林嘉愷的Plurk專頁
- 林嘉愷的Facebook專頁
- 民視新聞網：林嘉愷 （页面存档备份，存于）